# Campeonato de España de baloncesto 1936
El Campeonato de España de baloncesto de 1936 fue la 3.ª edición del Campeonato de España. La final se disputó en el Frontón Recoletos de Madrid. Fue la última edición poco antes que diera comienzo la Guerra Civil Española.

## Partidos

### Semifinales
Por primera vez, se decidió que todos los equipos disputasen las semifinales. El formato acordado implicaba jugar una liguilla preliminar, dónde los equipos se emparejaron por sorteo en varias jornadas. Accedían a la final los dos primeros equipos en sumar dos victorias.
|       | Pos. | Equipos           | PJ | PG | PP | PF  | PC  | +/-  |
| ----- | ---- | ----------------- | -- | -- | -- | --- | --- | ---- |
| Final | 1.º  | Rayo Club         | 2  | 2  | 0  | 104 | 22  | 82   |
| Final | 2.º  | S. S. Patrie      | 2  | 2  | 0  | 117 | 51  | 66   |
|       | 3.º  | A. B. Juniors     | 2  | 1  | 1  | 47  | 49  | -2   |
|       | 4.º  | C. U. Mercantil   | 2  | 1  | 1  | 50  | 58  | -8   |
|       | 5.º  | C. U. Deportes    | 2  | 0  | 2  | 58  | 88  | -30  |
|       | 6.º  | F. U. E. Valencia | 2  | 0  | 2  | 26  | 134 | -108 |

#### Jornada 1
| 15 de mayo de 1936 | Rayo Club | 69–10   | F. U. E. Valencia |                                      |  |
|                    |           |         |                   |                                      |  |
|                    |           | Reporte |                   | Pabellón: Frontón Recoletos (Madrid) |  |

| 15 de mayo de 1936 | A. B. Juniors | 35–14   | C. U. Mercantil |                                      |  |
|                    |               |         |                 |                                      |  |
|                    |               | Reporte |                 | Pabellón: Frontón Recoletos (Madrid) |  |

| 15 de mayo de 1936 | S. S. Patrie | 52–35   | C. U. Deportes |                                                                            |  |
|                    |              |         |                |                                                                            |  |
|                    |              | Reporte |                | Pabellón: Frontón Recoletos (Madrid) Árbitros: José María Borrero (Madrid) |  |

#### Jornada 2
| 16 de mayo de 1936 | S. S. Patrie | 65–16   | F. U. E. Valencia |                                      |  |
|                    |              |         |                   |                                      |  |
|                    |              | Reporte |                   | Pabellón: Frontón Recoletos (Madrid) |  |

| 16 de mayo de 1936 | Rayo Club                        | 35–12   | A. B. Juniors |                                      |  |
|                    | Marcador por tiempos: 16-8, 19-4 |         |               |                                      |  |
|                    |                                  | Reporte |               | Pabellón: Frontón Recoletos (Madrid) |  |

| 16 de mayo de 1936 | C. U. Mercantil | 36–23   | C. U. Deportes |                                      |  |
|                    |                 |         |                |                                      |  |
|                    |                 | Reporte |                | Pabellón: Frontón Recoletos (Madrid) |  |

### Partidos para el 3.º, 4.º, 5.º y 6.º lugar
Los equipos se emparejaron, según la liguilla preliminar, disputando dos partidos para definir, así, el tercero, el cuarto, el quinto y el sexto lugar.
Partido por el 3.º lugar
| 17 de mayo de 1936 | A. B. Juniors | 50–4    | F. U. E. Valencia |                                      |  |
|                    |               |         |                   |                                      |  |
|                    |               | Reporte |                   | Pabellón: Frontón Recoletos (Madrid) |  |

Partido por el 5.o lugar
| 17 de mayo de 1936 | C. U. Mercantil | 18–15   | C. U. Deportes |                                      |  |
|                    |                 |         |                |                                      |  |
|                    |                 | Reporte |                | Pabellón: Frontón Recoletos (Madrid) |  |

### Final
| 17 de mayo de 1936, 22:30 | Rayo Club                        | 23–20   | S. S. Patrie |                                                                      |  |
|                           | Marcador por tiempos: 15-8, 8-12 |         |              |                                                                      |  |
|                           |                                  | Reporte |              | Pabellón: Frontón Recoletos (Madrid) Árbitros: Sr. Tudela (Valencia) |  |

| Campeones del Campeonato de España 1936 |
| --------------------------------------- |
|                                         |
| Rayo Club 2.o título                    |

## Clasificación final
A continuación se muestra la clasificación final de la tercera edición del Campeonato de España de Baloncesto.
| 1.º | Rayo Club         |
| 2.º | S. S. Patrie      |
| 3.º | A. B. Juniors     |
| 4.º | F. U. E. Valencia |
| 5.º | C. U. Mercantil   |
| 6.º | C. U. Deportes    |